# Jože Fegeš
Jože Fegeš, slovenski inženir kemije, * 8. januar 1933, Velika Nedelja, † 23. junij 1988, Ljubljana.
Leta 1956 je diplomiral iz kemije na ljubljanski Tehniški fakulteti ter 1970 doktoriral na dunajski Visoki tehniški šoli. Po diplomi se je zaposlil kot raziskovalec na Kemijskem inštitutu Boris Kidrič v Ljubljani in bil v letih 1973−1982 njegov direktor, od 1982 je bil član kolektivnega poslovodnega organa Sestavljene organizacije združenega dela Kemija v Ljubljani ter od 1987-1988 direktor Inštituta za elektroniko in vakuumsko tehniko v Ljubljani.